# Colom escrit
El colom escrit (Geophaps scripta) és una espècie d'ocell de la família dels colúmbids (Columbidae) que habita sabanes i boscos d'eucaliptus de l'est de Queensland, i la zona limítrofa de Nova Gal·les del Sud, en Austràlia.